# Ptochophyle innotata
Ptochophyle innotata là một loài bướm đêm trong họ Geometridae.